# Castello Hartenfels

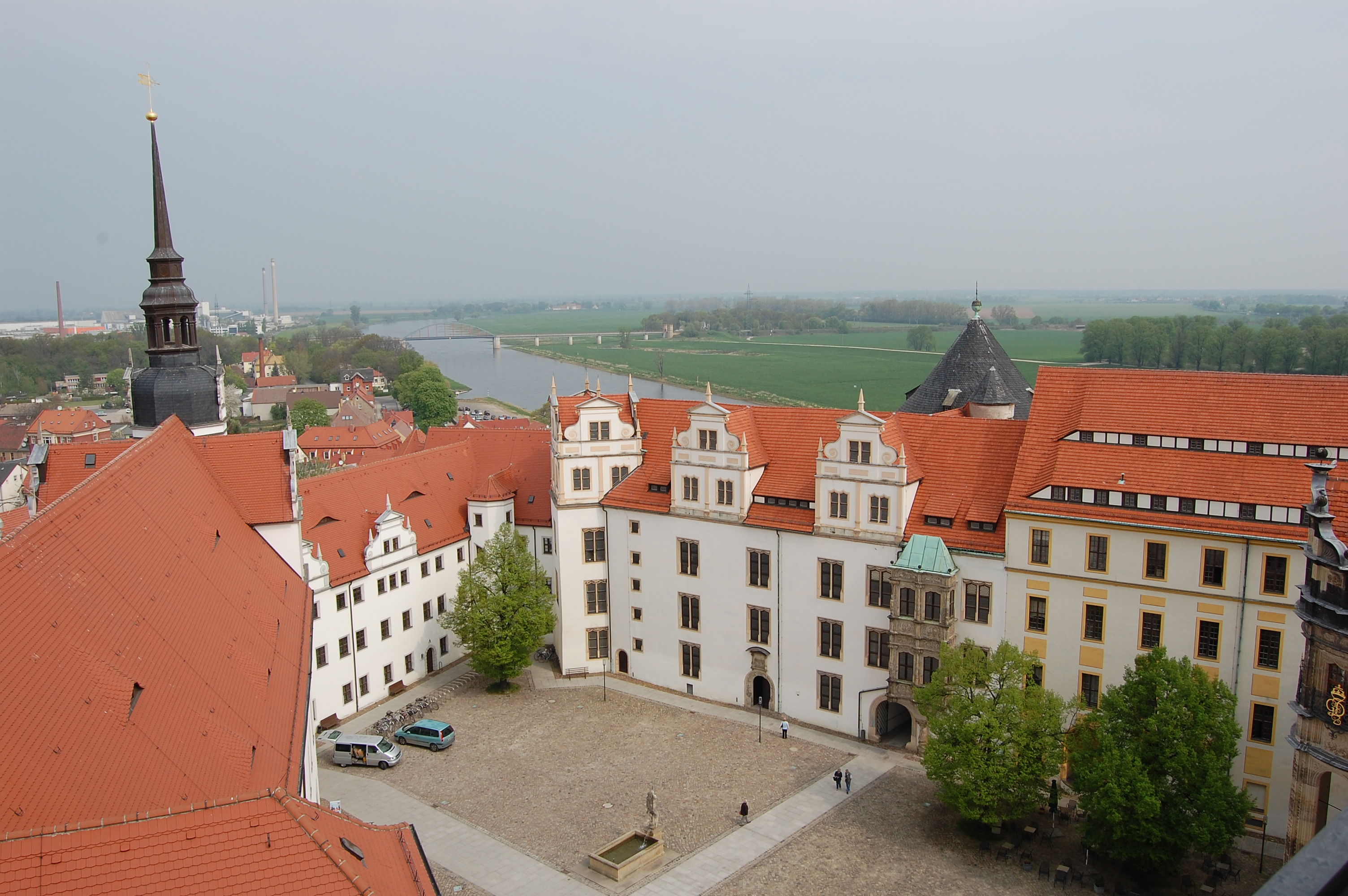
Veduta aerea del castello

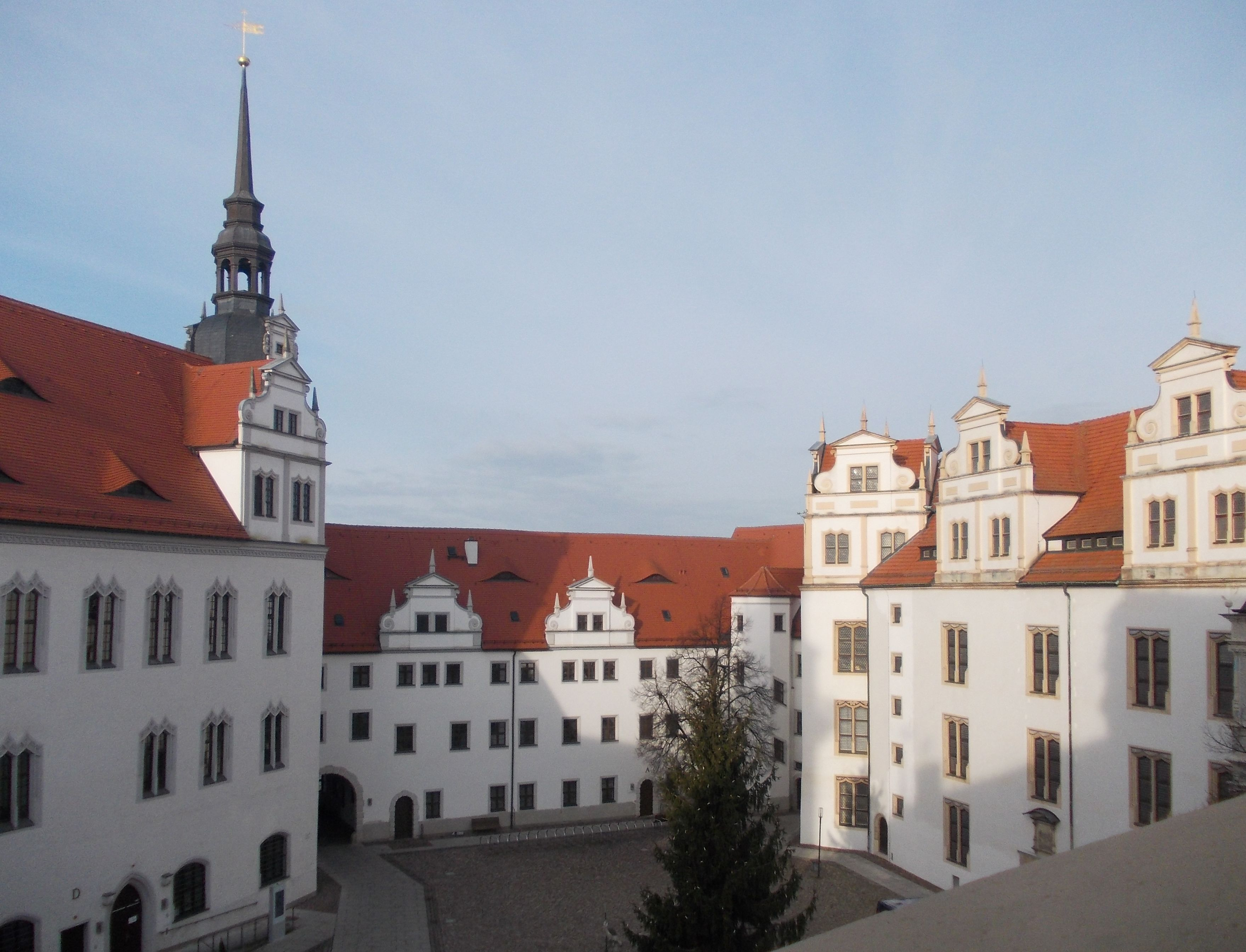
Il cortile del castello

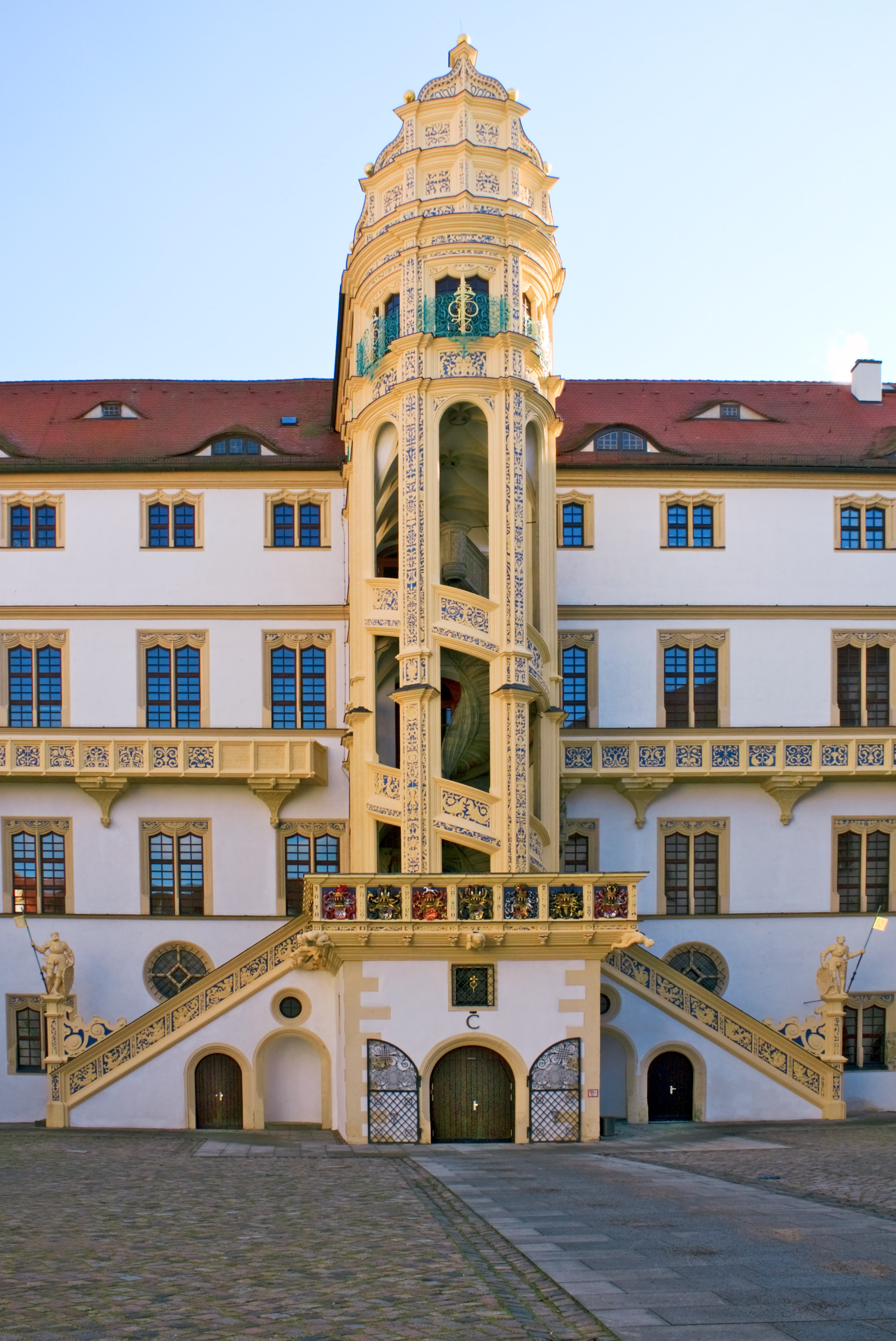
Il Großer Wendelstein

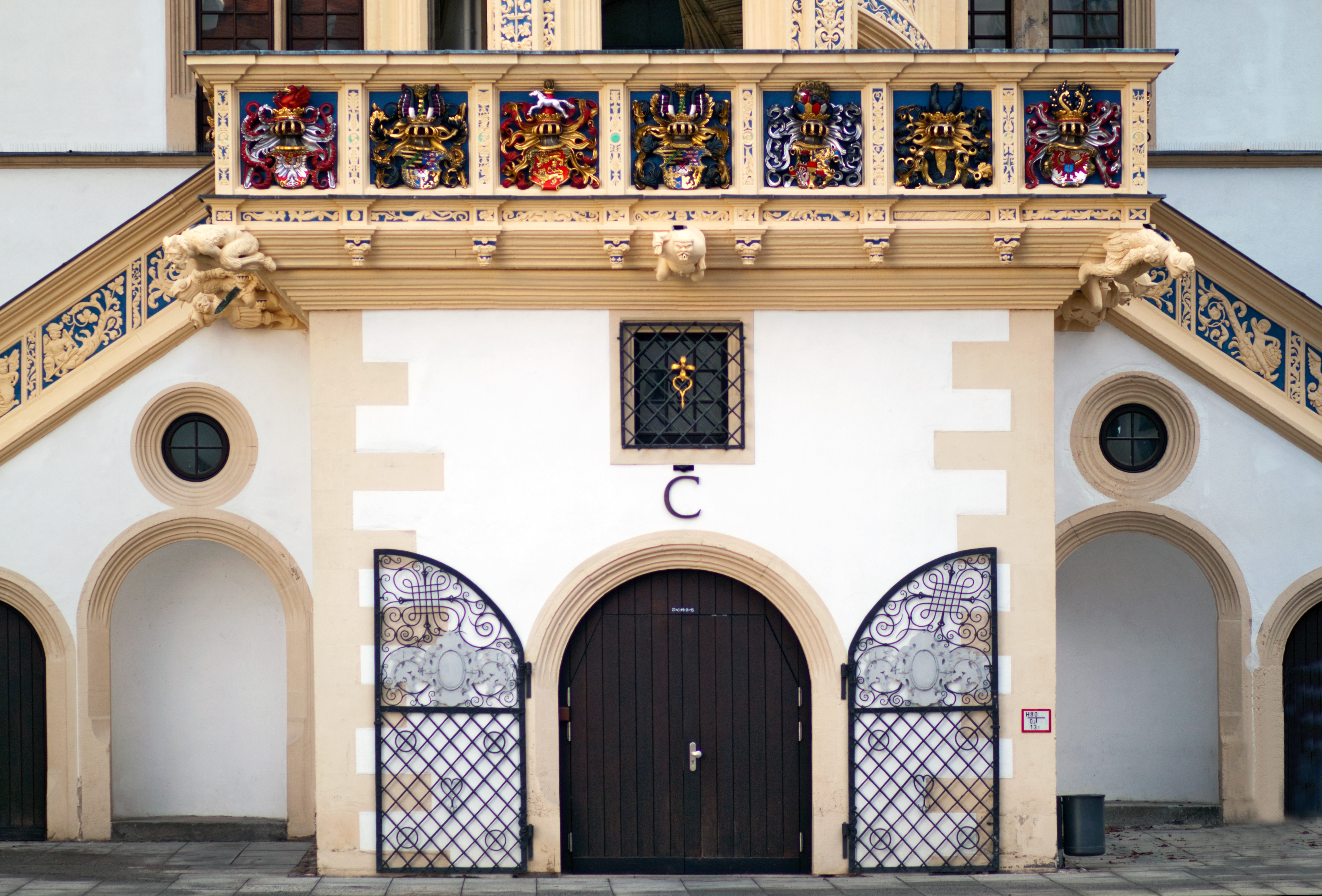
Stemmi nel Großer Wendelstein

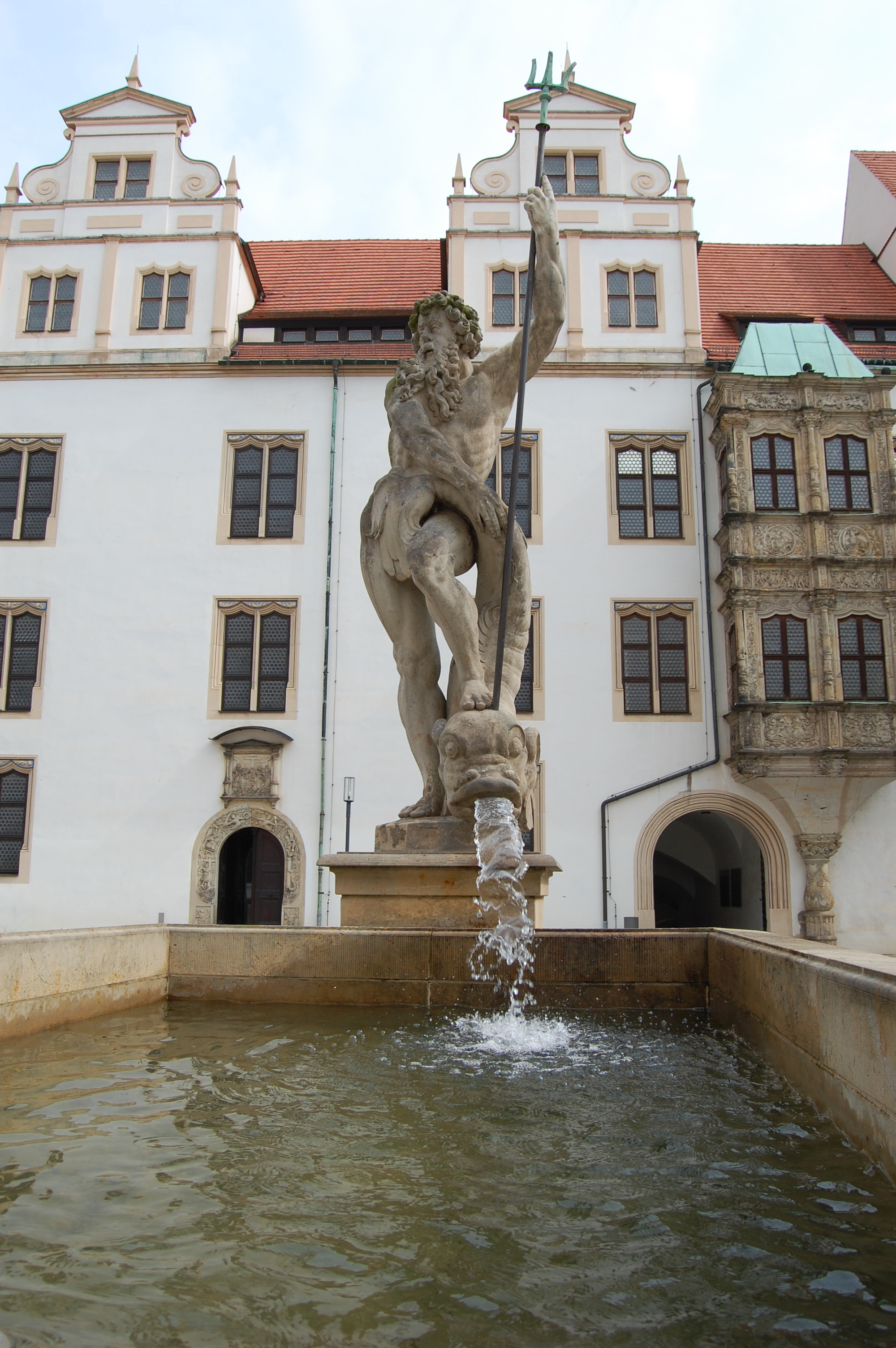
La fontana di Nettuno

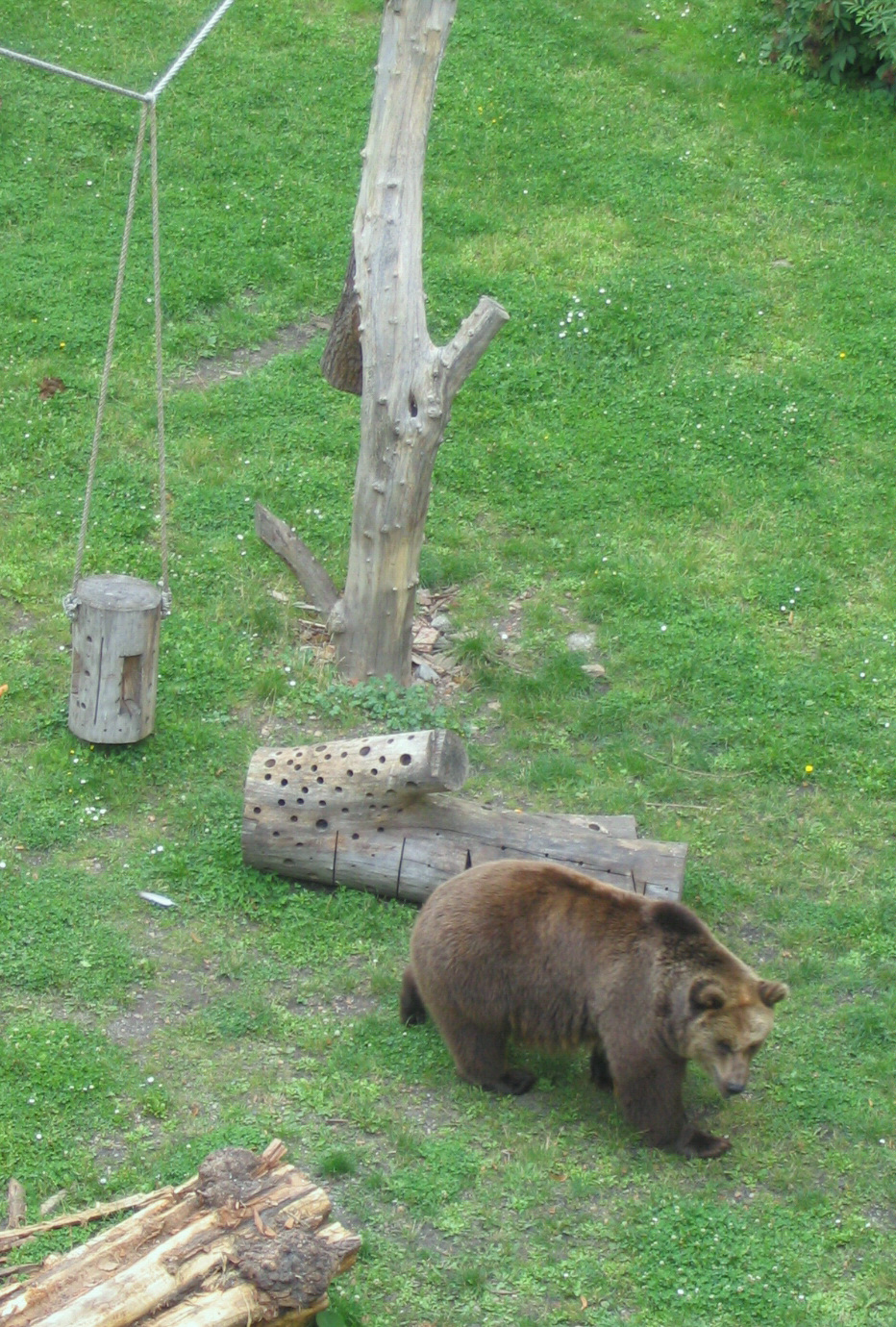
Orso nel castello Hartenfels

Il castello Hartenfels (in tedesco: Schloss Hartenfels) è un castello in stile rinascimentale, gotico e barocco della cittadina tedesca di Torgau, in Sassonia (Germania centro-orientale), realizzato tra il 1470  e il 1673 o 1623 sulle rovine di una preesistente fortezza del X secolo Si tratta di uno di uno dei più grandi castelli nello stile del primo Rinascimento meglio conservati in Germania.
Nel castello fu redatto il Torgauer Artikel, ovvero l'insieme dei principi su cui si basa la confessione augustana.

## Descrizione
Il castello si trova al nr. 27 di Schlossstraße ed è situato lungo il fiume Elba, dal quale sono ben visibili le torri.
|  |

Tra le parti principali del castello, vi è il cortile, al quale si ha accesso attraverso la Theaterflügel e di fronte al quale si trova il Großer Wendelstein. Nel cortile del castello si svolgono spettacoli e altre manifestazioni culturali.
Il castello è legato anche ai cosiddetti "orsi del Torgau": la caccia all'orso nell'area del castello è attestato sin dal 1425. La tradizione della caccia all'orso fu soppressa nel XVIII secolo.

## Storia
La fortezza originaria su cui sorge il castello Hartenfels è attestata sin dal 973.
La costruzione del castello attuale fu voluta dal principe elettore nel 1470.
I primi lavori di costruzione iniziarono sotto la direzione di Konrad Pflüger.
I lavori di ampliamento del complesso proseguirono nel 1540 sotto la direzione di Andreas Günter e Nickel Gromann.
|  |

Il 13 aprile 1627, in occasione delle nozze di Giorgio II d'Assia-Darmstadt con Sofia Eleonora di Sassonia, si tenne al castello Hartenfels uno storico evento musicale, ovvero la prima rappresentazione di Dafne di Heinrich Schütz (composta su libretto di Martin Opitz come libera traduzione del libretto di Ottavio Rinuccini per l'omonima opera musicata da Jacopo Peri), considerata la prima opera lirica in lingua tedesca.
Nel 1633 il castello fu saccheggiato dalle truppe svedesi.
Nel 2004 il castello Hartenfels ospitò la seconda edizione della Sächsische Landesausstellung  ("Esposizione del Land della Sassonia").

## Punti d'interesse

### Albrechtspalais
Tra le parti più antiche del complesso, vi è l’Albrechtspalais, realizzato in stile tardogotico tra il 1470 e il 1485.

### Großer Wendelstein
Tra le parti di maggiore interesse, figura il Großer Wendelstein, situato nell'ala C del complesso: realizzato tra il 1533 e il 1536/1537 per volere di Giovanni Federico I di Sassonia, è considerato uno degli "incunaboli" dell'architettura rinascimentale.
La facciata ricorda per simmetria e per il suo carattere monumentale le facciate dei castelli rinascimentali francesi.
Presenta una scala esterna a chiocciola denominata la "scala impossibile" realizzata da Konrad Krebs.

### Kleiner Wendelstein
Il Kleiner Wendelstein fu realizzato in stile barocco tra il 1616 e il 1623.
Presenta uno sporto in stile rinascimentale retto da un pilastro decorato con candelabri, figure femminili e scene di guerra.

### Schlosskapelle
Nell'area del castello si trova anche la Schlosskapelle ("cappella del castello"), una delle prime chiese consacrate al protestantesimo da Martin Lutero nel 1544.
La "cappella del castello" fu realizzata nel 1543 dall'architetto Nicolaus Grohmann, e si rivelò un modello di riferimento per l'architettura tedesca protestante di quel periodo.
Tra i principali punti d'interesse, vi è l'altare, realizzato nel 1544 da Simon Schröter e Stefan Hermsdorf.

## Il castello Hartenfels nella cultura di massa
- La scala del Großer Wendelstein compare nel film del 1971 Dornröschen.[2]